# Exponentielle complexe
Cet article court présente un sujet plus développé dans : Fonction exponentielle.
L'exponentielle complexe est une fonction qui prolonge la fonction exponentielle réelle de base e à la variable complexe et possède les mêmes propriétés essentielles que cette dernière.
Pour tout nombre complexe z, la série entière
est convergente. Sa somme est l'exponentielle de z, notée ez ou exp(z).

## Propriétés
On peut proposer une définition de Pi s'appuyant sur l'exponentielle complexe.
Le module et l'argument de ex + iy (pour x et y réels) sont respectivement ex et y mod 2π.
Les développements limités (ou développements en série des fonctions) de l'exponentielle, du cosinus et du sinus permettent de trouver que :
{\displaystyle \forall y\in \mathbb {R} ,\ \exp(\mathrm {i} y)=\cos(y)+\mathrm {i} \,\sin(y)}
dont on peut déduire :
{\displaystyle \forall z=x+\mathrm {i} y\in \mathbb {C} ,\ \exp(z)=\exp(x+\mathrm {i} y)=\exp(x)\exp(\mathrm {i} y)=\exp(x)[\cos(y)+\mathrm {i} \,\sin(y)]}